# Xenochroma candidata
Xenochroma candidata är en fjärilsart som beskrevs av W. Warren 1902. Xenochroma candidata ingår i släktet Xenochroma och familjen mätare. Inga underarter finns listade i Catalogue of Life.